# Torrent del Codony
El Torrent del Codony és un afluent per la dreta de la Rasa, al Bages.
El curs del Torrent del Codony transcorre íntegrament pel terme municipal de Sant Mateu de Bages.

## Xarxa hidrogràfica
La xarxa hidrogràfica del Torrent del Codony està constituïda per 13 cursos fluvials que sumen una longitud total de 4.987m.
Tota la conca del torrent forma part del PEIN de la Serra de Castelltallat.